# تپه حاج رجب
تپه حاج رجب مربوط به دوران پیش از تاریخ ایران باستان - است و در شهرستان رامیان خان ببین، ۴۰۰ متری شمال شهر واقع شده و این اثر در تاریخ ۳۰ تیر ۱۳۸۴ با شمارهٔ ثبت ۱۲۲۵۹ به‌عنوان یکی از آثار ملی ایران به ثبت رسیده است.